# Ken Foree
Kentotis Foree, dit Ken Foree, né le 29 février 1948 à Indianapolis dans l'État de l'Indiana, est un acteur américain.
Il est surtout connu pour avoir interprété Peter, le protagoniste du film d'horreur Zombie (Dawn of the Dead) (1978) ainsi que Roger Rockmore, le père de Kenan, dans la série télévisée Kenan et Kel (1996-2000).

## Biographie
Après un petit rôle dans la comédie Bingo (1976), Ken Foree obtient ce qui est sans doute son rôle le plus célèbre en interprétant le personnage de Peter dans le film Zombie - Le crépuscule des morts-vivants (1978) de George A. Romero.
L'acteur a par la suite joué de nombreux rôles dans des films fantastiques, devenant une petite icône du cinéma d'épouvante. Il a notamment participé aux films Massacre à la tronçonneuse 3 : Leatherface (The Texas Chainsaw Massacre 3) (1990), Le Dentiste  (1996) et The Devil's Rejects (2005). Il a également fait un caméo dans le remake du film Zombie L'Armée des morts (2004).

## Filmographie

### Cinéma
- 1976 : Bingo (The Bingo Long Traveling All-Stars & Motor Kings) de John Badham : Honey, un des hommes de main de Bingo
- 1978 : Zombie - Le crépuscule des morts-vivants (Dawn of the Dead) de George A. Romero : Peter Washington
- 1979 : Les Seigneurs (The Wanderers) de Philip Kaufman : un membre du gang des Black Sportsmen
- 1979 : The Fish That Saved Pittsburgh de Gilbert Moses : un joueur de l'équipe des Pittsburgh Pythons (non-crédité au générique)
- 1981 : Knightriders de George A. Romero : Petit Jean
- 1986 : Jo Jo Dancer, Your Life Is Calling (en) de  Richard Pryor : Big Joke
- 1986 : Aux portes de l'au-delà (From Beyond) de Stuart Gordon : Buford 'Bubba' Brownlee
- 1987 : Terror Squad de Peter Maris : l'adjoint Brown
- 1988 : Viper de Peter Maris : Harley Trueblood
- 1989 : True Blood de Frank Kerr : l'inspecteur Charlie Gates
- 1989 : La Vengeance d'Eric (Phantom of the Mall: Eric's Revenge) de Richard Friedman : Acardi
- 1989 : Death Spa de Michael Fischa : Marvin
- 1990 : Down the Drain : Buckley
- 1990 : Massacre à la tronçonneuse 3 : Leatherface (The Texas Chainsaw Massacre 3) de Jeff Burr : Benny
- 1990 : Sans toi je ne suis rien de John Boskovich : Emcee (M.C)
- 1990 : Filofax (Taking Care of Business) d'Arthur Hiller : J.B., le détenu exigeant
- 1991 : Hangfire de Peter Maris : Billy
- 1991 : Immunité diplomatique (Diplomatic Immunity) de Peter Maris : Del Roy Gaines
- 1991 : Kickfighter (Night of the Warrior) de Rafal Zielinski : Oliver
- 1993 : Au-dessus de la loi (Joshua Tree) de Vic Armstrong : Eddie Turner
- 1995 : Sleepstalker de Turi Meyer : l'inspecteur Rolands
- 1996 : Le Dentiste (The Dentist) de Brian Yuzna : l'inspecteur Gibbs
- 2004 : L'Armée des morts (Dawn of the Dead) de Zack Snyder : le télé-évangéliste
- 2005 : The Devil's Rejects de Rob Zombie : Charlie Altamont
- 2006 : The Devil's Den (en) de Jeff Burr : Leonard
- 2007 : Black Santa's Revenge (court-métrage) de David F. Walker : Black Santa
- 2007 : Splatter Disco de Richard Griffin : Shank Chubb
- 2007 : Halloween de Rob Zombie : Big Joe Grizzley
- 2007 : Brutal Massacre de Steven Mena : Carl
- 2007 : Brotherhood of Blood de Michael Roesch et Peter Scheerer : Stanis
- 2008 : Dead Bones (court-métrage) d'Olivier Beguin : le barman
- 2009 : Zone of the Dead de Milan Konjević et Milan Todorović : l'agent d'Interpol Mortimer Reyes
- 2009 : Live Evil de Jay Woelfel : Max
- 2010 : D.C Sniper d'Ulli Lommel : John Allen Muhammad
- 2011 : De l'eau pour les éléphants (Water for Elephants) de Francis Lawrence : Earl
- 2012 : Cut/Print de Nathaniel Nose : Jack Stanley
- 2013 : The Lords of Salem de Rob Zombie : Herman "Munster" Jackson
- 2015 : The Divine Tragedies de Jose Prendes : Homer
- 2016 : The Rift de Dejan Zečević : John Smith

### Téléfilms
- 1980 : The Golden Moment: An Olympic Love Story
- 1980 : A Rumor of War : The M.P.
- 1981 : Terror Among Us : Prisoner
- 1981 : Elvis and the Beauty Queen : Boxer
- 1981 : Born to Be Sold : Man
- 1985 : Command 5 : Air Controller
- 1986 : Northstar : Black Astronaut
- 1988 : Glitz : Moose
- 1990 : Fatal Charm : Willy
- 1991 : The Heroes of Desert Storm (en) : Gunnery Sgt. Leroy Ford
- 1991 : A Mother's Justice : Warren Thurlow
- 1992 : Final Shot: The Hank Gathers Story : First USC Coach
- 2000 : Deux têtes valent mieux que pas du tout (Two Heads Are Better Than None) : Roger Rockmore

### Séries télévisées
- 1981 : Shérif, fais-moi peur (The Dukes of Hazzard) (série) (saison 3, épisode 12 Rencontre de Hazzard) : Rollo
- L'Agence tous risques : Pièces détachées
- 1995 : X-Files (saison 3, épisode La Liste) : Vincent Parmelly
- 1996-2000 Kenan et Kel (série TV) : Roger Rockmore